# Giuditta di Fiandra
Giuditta di Fiandra (Bruges, 1033 – 5 marzo 1094) fu contessa consorte di Northumbria e successivamente fu duchessa consorte di Baviera.

## Biografia

### Origini
Giuditta di Fiandra nacque a Bruges nel 1033 unica figlia di Baldovino IV di Fiandra e della sua seconda moglie Emma di Normandia (1011 fino al 1013-dopo il 1071) che era a sua volta figlia di Riccardo II di Normandia e di Giuditta di Bretagna (982-1017).
Giuditta aveva un fratellastro, nato dalle prime nozze del padre, Baldovino V di Fiandra, che succedette al padre nel 1035 quando questi morì. Per parte di madre Giuditta era anche prima cugina con Guglielmo I d'Inghilterra che era il figlio naturale di Roberto II di Normandia che di Giuditta era lo zio materno.

### La vita in Inghilterra
In data imprecisata, ma prima del 1051, Giuditta andò in sposa a Tostig del Wessex, appartenente alla stirpe di Godwinson, fratello di Aroldo che sarebbe poi divenuto Aroldo II d'Inghilterra. Nel settembre del 1051 insieme al marito e ai parenti di lui ella dovette fuggire nelle Fiandre poiché suo marito aveva appoggiato la ribellione del padre contro Edoardo il Confessore, il loro esilio fu comunque breve poiché l'anno dopo tornarono in patria.
Nel 1055 Tostig venne creato conte di Northumbria e non è escluso che sia stata l'illustre casato di Giuditta a procurargli quel contado.
Per quanto concerne il numero dei figli che Giuditta ebbe dal marito non si sa nulla di preciso, solo due maschi sono stati registrati, ma non è escluso che ve ne fossero altri. Gli unici di cui si è a conoscenza sono:
- Skuli Tostisson
- Ketil Tostisson

della loro vita non si sa nulla e non sono certe nemmeno le date di nascita, l'unico riferimento viene dalla Vita Edwardi Regis che vuole che essi fossero appena svezzati quando il loro padre morì nel 1066. Alla morte Tostig lasciò anche altri figli nati da diverse concubine.
Le cronache narrano che Giuditta fosse una donna molto pia e curiosa che esplicitava la propria devozione attraverso ingenti donazioni che fece alla chiesa di St. Cuthbert a Durham e che includevano diverse proprietà e un crocifisso riccamente adornato. Quest'ultimo dono sarebbe servito a placare l'ira del santo che ella aveva sfidato infrangendo il divieto per le donne di entrare nella cattedrale che ospitava le sue reliquie.
Giuditta non gradiva che alle donne fosse vietato di varcare la soglia della chiesa e che quindi non potessero pregare sulla sua tomba, motivo per cui decise di verificare la veridicità di tale proibizione facendo entrare nella chiesa una delle sue serve per vedere quali sarebbero state le ripercussioni a seguito della disubbidienza al divieto. Quando la donna pose piede nel cortile della chiesa si levò un vento violento che la colpì con tanta forza da ferirla e da provocarne, in seguito, la morte. A seguito di questo episodio Giuditta ordinò e donò alla cattedrale il crocifisso adorno in segno di pentimento.
Nel corso della vita ella ordinò e collezionò diversi manoscritti alcuni dei quali esistono ancora, come il Vangelo della Contessa Judith che è attualmente ospitato presso la Morgan Library & Museum di New York.
Nell'ottobre 1065 la Northumbria si ribellò contro il governo di Tostig che si era guastato con il fratello Aroldo quando questi aveva convinto re Edoardo a perorare la causa dei rivoltosi con il risultato che Tostig aveva finito con l'accusarlo di fomentare la sommossa. In novembre Edoardo dichiarò Tostig quale fuorilegge e Giuditta insieme ai figli e al marito fu costretta a cercare rifugio presso il fratellastro Baldovino nelle Fiandre, una volta giunti qui suo cognato lo nominò castellano di St.Omer. Nel maggio 1066 Aroldo succedette a Edoardo quale sovrano d'Inghilterra e Tostig salpò dalle Fiandre con una flotta offertagli dal cognato in cerca di vendetta sul fratello. Per realizzare questo progetto Tostig si alleò con Harald III di Norvegia ed insieme invasero l'Inghilterra rimanendo entrambi uccisi nella battaglia di Stamford Bridge che si combatté il 25 settembre di quell'anno.
Giuditta, rimasta vedova, cercò rifugio in Danimarca portando con sé i propri figli ancora piccoli, tuttavia la successione degli eventi di questo periodo è tutt'altro che certa. Le saghe nordiche di Fagrskinna e Morkinskinna identificano in Skuli Konungsfóstri il figlio di Tostig asserendo che egli sia anche uno degli antenati di Inge II di Norvegia, ma la saga di Heimskringla non fornisce lo stesso racconto.
Meno di un mese dopo il cognato di Giuditta, Aroldo, venne ucciso da suo cugino Guglielmo il Conquistatore alla battaglia di Hastings a seguitò della quale divenne re con il nome di Guglielmo I d'Inghilterra.

### Le seconde nozze e la morte
Nel 1071, quando aveva ormai 38 anni, Giuditta si sposò ancora con Guelfo I di Baviera che aveva divorziato dalla moglie Etelinda di Northeim l'anno prima perché non era stata in grado di dargli dei figli. Grazie a questo matrimonio ella divenne duchessa di Baviera, suo marito perse però il titolo nel 1077 e non lo riebbe fino al 1096 quando Giuditta era morta da ormai due anni. Dopo il matrimonio, ufficiato dall'arcivescovo di Treviri Udo di Nellenburg, i due fissarono la propria residenza principale a Ravensburg e insieme ebbero tre figli:
- Guelfo II di Baviera, duca di Baviera dal 1101 alla morte;
- Enrico IX di Baviera il Nero, duca di Baviera dal 1120 fino alla morte;
- Kunizza di Baviera († 6 marzo 1120).

Giuditta morì il 5 marzo 1094 e venne sepolta presso l'abbazia di Weingarten che era stata fondata da suo marito nel 1056 e che ella stessa aveva sovvenzionato. Guelfo morì nel 1101 a Cipro mentre tornava dalla Prima Crociata.

## Ascendenza
|                          |                         |                             | Genitori                        |  |  | Nonni |  |  | Bisnonni                 |  |  | Trisnonni            |  |
|                          |                         |                             |                                 |  |  |       |  |  | Baldovino III di Fiandra |  |  | Arnolfo I di Fiandra |  |
|                          |                         |                             |                                 |  |  |       |  |  | Baldovino III di Fiandra |  |  | Arnolfo I di Fiandra |  |
|                          |                         | Adele di Vermandois         |                                 |  |  |       |  |  | Baldovino III di Fiandra |  |  |                      |  |
| Arnolfo II di Fiandra    |                         |                             |                                 |  |  |       |  |  | Baldovino III di Fiandra |  |  |                      |  |
|                          |                         | Matilde Billung di Sassonia | Ermanno Billung                 |  |  |       |  |  |                          |  |  |                      |  |
|                          |                         | Matilde Billung di Sassonia | Ermanno Billung                 |  |  |       |  |  |                          |  |  |                      |  |
|                          |                         | Matilde Billung di Sassonia | Oda o Hildegarde di Westerbourg |  |  |       |  |  |                          |  |  |                      |  |
| Baldovino IV di Fiandra  |                         | Matilde Billung di Sassonia |                                 |  |  |       |  |  |                          |  |  |                      |  |
|                          |                         | Berengario II d'Ivrea       | Adalberto I d'Ivrea             |  |  |       |  |  |                          |  |  |                      |  |
|                          |                         | Berengario II d'Ivrea       | Adalberto I d'Ivrea             |  |  |       |  |  |                          |  |  |                      |  |
|                          |                         | Berengario II d'Ivrea       | Gisla del Friuli                |  |  |       |  |  |                          |  |  |                      |  |
| Rozala d'Ivrea           |                         | Berengario II d'Ivrea       |                                 |  |  |       |  |  |                          |  |  |                      |  |
|                          |                         | Willa III d'Arles           | Bosone d'Arles                  |  |  |       |  |  |                          |  |  |                      |  |
|                          |                         | Willa III d'Arles           | Bosone d'Arles                  |  |  |       |  |  |                          |  |  |                      |  |
|                          |                         | Willa III d'Arles           | Willa di Borgogna               |  |  |       |  |  |                          |  |  |                      |  |
| Giuditta di Fiandra      |                         | Willa III d'Arles           |                                 |  |  |       |  |  |                          |  |  |                      |  |
|                          | Riccardo I di Normandia | Guglielmo I di Normandia    |                                 |  |  |       |  |  |                          |  |  |                      |  |
|                          | Riccardo I di Normandia | Guglielmo I di Normandia    |                                 |  |  |       |  |  |                          |  |  |                      |  |
|                          | Riccardo I di Normandia | Sprota                      |                                 |  |  |       |  |  |                          |  |  |                      |  |
| Riccardo II di Normandia | Riccardo I di Normandia |                             |                                 |  |  |       |  |  |                          |  |  |                      |  |
|                          |                         | Gunnora di Normandia        | …                               |  |  |       |  |  |                          |  |  |                      |  |
|                          |                         | Gunnora di Normandia        | …                               |  |  |       |  |  |                          |  |  |                      |  |
|                          |                         | Gunnora di Normandia        | …                               |  |  |       |  |  |                          |  |  |                      |  |
| Eleonora di Normandia    |                         | Gunnora di Normandia        |                                 |  |  |       |  |  |                          |  |  |                      |  |
|                          |                         | Conan I di Bretagna         | Judicael Berengario             |  |  |       |  |  |                          |  |  |                      |  |
|                          |                         | Conan I di Bretagna         | Judicael Berengario             |  |  |       |  |  |                          |  |  |                      |  |
|                          |                         | Conan I di Bretagna         | Gerberge                        |  |  |       |  |  |                          |  |  |                      |  |
| Giuditta di Bretagna     |                         | Conan I di Bretagna         |                                 |  |  |       |  |  |                          |  |  |                      |  |
|                          |                         | Ermengarde-Gerberga d'Angiò | Goffredo I d'Angiò              |  |  |       |  |  |                          |  |  |                      |  |
|                          |                         | Ermengarde-Gerberga d'Angiò | Goffredo I d'Angiò              |  |  |       |  |  |                          |  |  |                      |  |
|                          |                         | Ermengarde-Gerberga d'Angiò | Adele di Meaux                  |  |  |       |  |  |                          |  |  |                      |  |
|                          |                         | Ermengarde-Gerberga d'Angiò |                                 |  |  |       |  |  |                          |  |  |                      |  |